# Государственный совет Финляндии
Госуда́рственный сове́т (фин. valtioneuvosto, швед. statsrådet) — официальное название правительства Финляндии.
В соответствии с Конституцией Финляндии 2000 года, Государственный совет (правительство Финляндии) состоит из премьер-министра и не более чем 17 министров, формально называющихся «членами государственного совета». Министры назначаются на должность и освобождаются от обязанностей президентом республики. Решения Государственного совета принимаются на пленарных заседаниях, на которых председательствует премьер-министр.
На уровне центрального управления под руководством министерств существуют специальные административные чиновники и центральные учреждения, деятельность которых охватывает всю страну. Несмотря на то, что они всегда находятся под контролем министерств, фактически они весьма независимы. Центральные учреждения организованы коллегиально, власть в них принадлежит коллегии в составе руководящих чиновников. Всего существует 22 различных центральных учреждения, находящихся в подчинении министерств.
В настоящее время Государственный совет состоит из 13 министерств:
- Министерство иностранных дел
- Министерство внешней торговли и развития
- Министерство труда и юстиции
- Министерство внутренних дел
- Министерство обороны
- Министерство финансов
- Министерство местного самоуправления и реформ
- Министерство образования и культуры
- Министерство сельского хозяйства и окружающей среды
- Министерство транспорта и коммуникаций
- Министерство экономики
- Министерство социальных дел и здравоохранения
- Министерство семьи и социальных услуг

## Текущий состав
С 20 июня 2023 года у власти находится 77-й кабинет министров, возглавляемый Петтери Орпо.
Состав правительства
:
| Канцелярия премьер-министра Финляндии                              |                     |                          |
| Премьер-министр                                                    | Петтери Орпо        | Национальная коалиция    |
| Министр по делам Европы и управления собственностью                | Андерс Адлеркройц   | Шведская народная партия |
| Министерство финансов Финляндии                                    |                     |                          |
| Министр финансов                                                   | Риикка Пурра        | Истинные финны           |
| Министр по делам местного и регионального самоуправления Финляндии | Анна-Кайса Иконен   | Национальная коалиция    |
| Министерство образования и культуры Финляндии                      |                     |                          |
| Министр образования                                                | Анна-Мая Хенрикссон | Шведская народная партия |
| Министр науки и культуры                                           | Сари Мултала        | Национальная коалиция    |
| Министр физкультуры, спорта и молодёжи                             | Сандра Бергквист    | Шведская народная партия |
| Министерство сельского и лесного хозяйства Финляндии               |                     |                          |
| Министр сельского и лесного хозяйства                              | Сари Эссайя         | Христианские демократы   |
| Министерство иностранных дел Финляндии                             |                     |                          |
| Министр иностранных дел                                            | Элина Валтонен      | Национальная коалиция    |
| Министр внешней торговли и развития                                | Вилле Тавио         | Истинные финны           |
| Министерство внутренних дел Финляндии                              |                     |                          |
| Министр внутренних дел                                             | Мари Рантанен       | Истинные финны           |
| Министерство юстиции Финляндии                                     |                     |                          |
| Министр юстиции                                                    | Леена Мери          | Истинные финны           |
| Министерство социального обеспечения и здравоохранения Финляндии   |                     |                          |
| Министр социального обеспечения и здравоохранения                  | Кайса Юусо          | Истинные финны           |
| Министр по вопросам социальной защиты Финляндии                    | Санни Гран-Лаасонен | Национальная коалиция    |
| Министерство труда и экономического развития Финляндии             |                     |                          |
| Министр занятости                                                  | Арто Сатонен        | Национальная коалиция    |
| Министр экономического развития                                    | Вилле Рюдман        | Истинные финны           |
| Министерство транспорта и связи Финляндии                          |                     |                          |
| Министр транспорта и связи                                         | Лулу Ранне          | Истинные финны           |
| Министерство обороны Финляндии                                     |                     |                          |
| Министр обороны                                                    | Антти Хяккянен      | Национальная коалиция    |
| Министерство окружающей среды Финляндии                            |                     |                          |
| Министр по делам окружающей среды и климата                        | Кай Мюккянен        | Национальная коалиция    |

В состав правительства вошли представители четырёх партий:
Национальная коалиция — 8 портфелей, Истинные финны — 7 портфелей, Христианские демократы — 1 портфель, Шведская народная партия — 3 портфеля.
В средствах массовой информации правительство по причине такого представительства партий называют «правоцентристским».
Общее число министров — 19, из них двенадцать женщин и семь мужчин.